# Wolves in the Throne Room
Wolves in the Throne Room (engl. für ‚Wölfe im Thronsaal‘), abgekürzt WITTR, ist eine amerikanische Metal-Band aus Olympia, Washington.

## Bandgeschichte
Gegründet wurde WITTR 2002 von den Brüdern Aaron und Nathan Weaver als Amateurprojekt. Später kamen Rich Corle und Nick Paul hinzu, sie verließen die Band jedoch wieder. Drittes aktives Mitglied ist Will Lindsay, als letztes kam Ross Sewage hinzu.
2004 und 2005 erschienen Demoaufnahmen und 2006 debütierte die Band mit dem Album Diadem of 12 Stars, gefolgt von Two Hunters 2007, das ihnen erste internationale Aufmerksamkeit sicherte.
Im Konflikt zwischen der Arbeit auf der Farm und der Option, das Potential von Wolves in the Throne Room zu verwirklichen, entschieden sich die Bandmitglieder kurz vor der Veröffentlichung des Albums Black Cascade dafür, sich einige Jahre intensiv auf die Band zu konzentrieren. 2011 gab die Band dann den Abschluss dieser Zeit bekannt. Celestial Lineage solle ihr vorerst letztes Album sein und die Begleittournee ihre letzte Tournee. Zwar werde man weiterhin miteinander Musik machen, aber weder unter diesem Namen noch der bisherigen musikalischen Ausrichtung noch der bisherigen Konzentriertheit auf Musik.
Im Januar 2014 wurde hingegen ein neues Album namens Celestite, welches auf Synthesizer-Klängen aufbauen soll und dabei Themen von Celestial Lineage aufgreift, sowie weitere Projekte angekündigt. Am 7. Mai kündigte die Band zudem neue Konzerttermine an.

## Musikstil
Die Lieder sind meist überlang und vereinen Elemente des nordischen Black Metals mit Crust Punk, Thrash Metal, Post-Rock, Shoegazing (das Webzine Heathen Harvest beispielsweise bezeichnet den Stil der Band als „blackened shoegazer“), Folk, Drone Doom und Ambient/Dark Ambient und haben so eine eigene atmosphärische, meditative Richtung im Black Metal geschaffen. Bands wie Fen (wenngleich der Band zum Gründungszeitpunkt ein Trend zur Vermischung von Black Metal und Post-Rock nicht bekannt gewesen sein soll) oder Altar of Plagues (auf deren Album White Tomb Danksagungen an Nathan und Aaron Weaver zu finden sind) gelten als von Wolves in the Throne Room wesentlich beeinflusst oder werden oft mit der Gruppe verglichen. Die Intention war es, Musik der Natur mit norwegischem Black Metal zu verbinden. Die Musik wird oft mit der Band Weakling verglichen, wobei die Band sich selbst nicht als Weakling ähnlich oder in ihrer Tradition stehend sieht.

## Ideologie
Die Bandmitglieder sind nicht satanistisch orientiert. Entsprechend negiert Aaron Weaver eine Zuordnung zum Black Metal. Die gelegentlich vorgenommene Selbstverortung im Black Metal bezeichnet er als falsch, aber bequem, da sie nicht der Ideologie des Genres entspricht.
Die Musiker haben ihre Ursprünge im Punk und vertreten ökologische und linke Ansichten. Die Bandmitglieder leben auf einer Farm, wo sie ein Leben im Einklang mit der Natur anstreben und sich zum Großteil autark versorgen. Schlagzeuger Aaron Weaver bezeichnete die Farm der Band als Festung:

„Vor einigen Jahren entschied ich, dass es keine Zukunft für mich in der normalen Welt gibt. Ich war überwältigt von Trauer, im Hinblick auf die Widerlichkeit und die Dummheit, welche die herrschende Kultur vorantreibt. Es schien notwendig, eine Festung zu errichten, in der wir in einer harmonischeren und ehrenvolleren Art und Weise leben können.“

Den Lebensstil der Bandmitglieder bezeichnete Sascha Seiler in einer Analyse des Albums Two Hunters als „betont antimodernistisch“; dieser Lebensstil bilde neben der Musik und den Songtexten ein wesentliches Element der „eskapistischen Moderne-Kritik“ von Wolves in the Throne Room.

## Bandmitglieder

Wolves in the Throne Room live auf dem With Full Force 2018
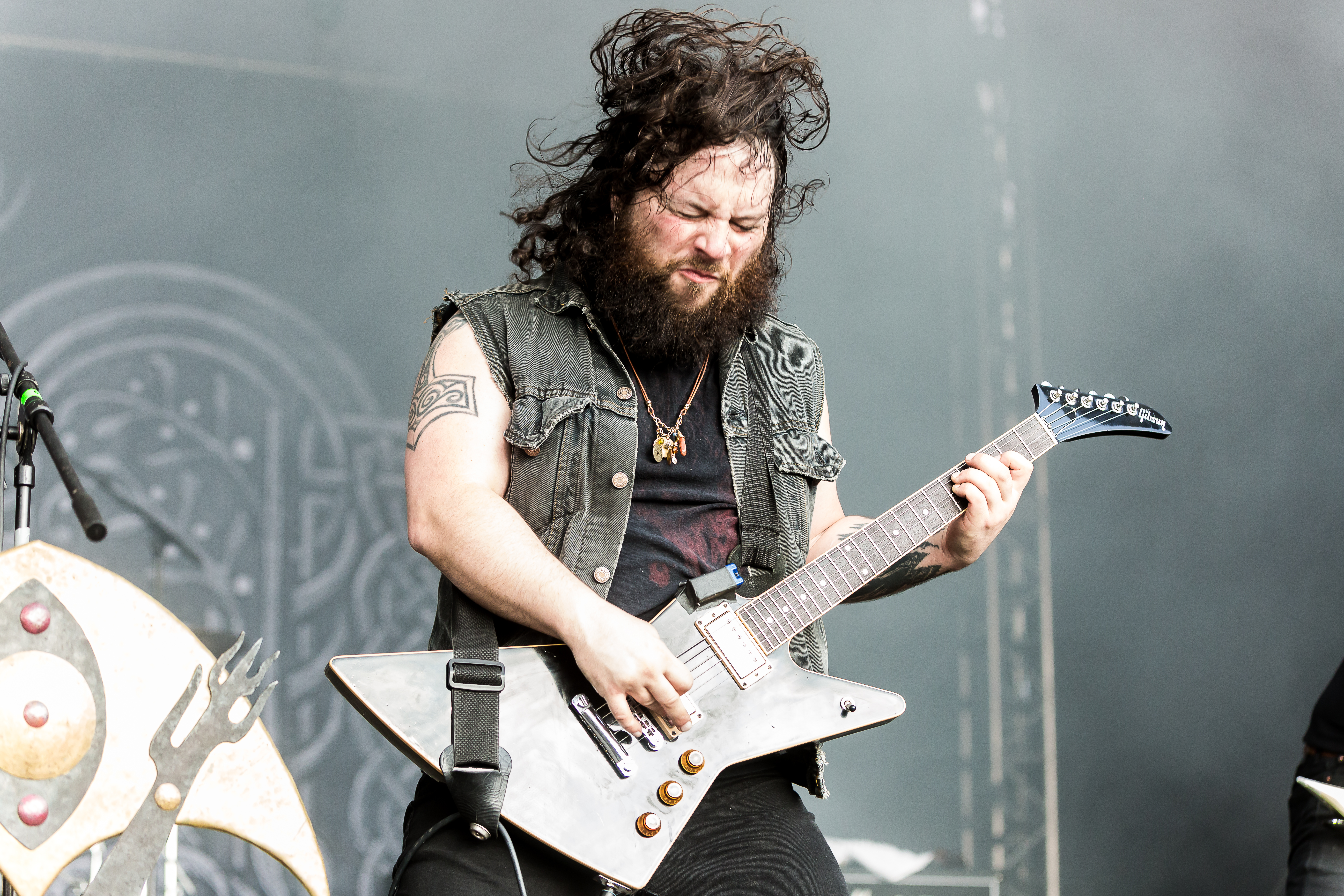
Sänger Nathan Weaver
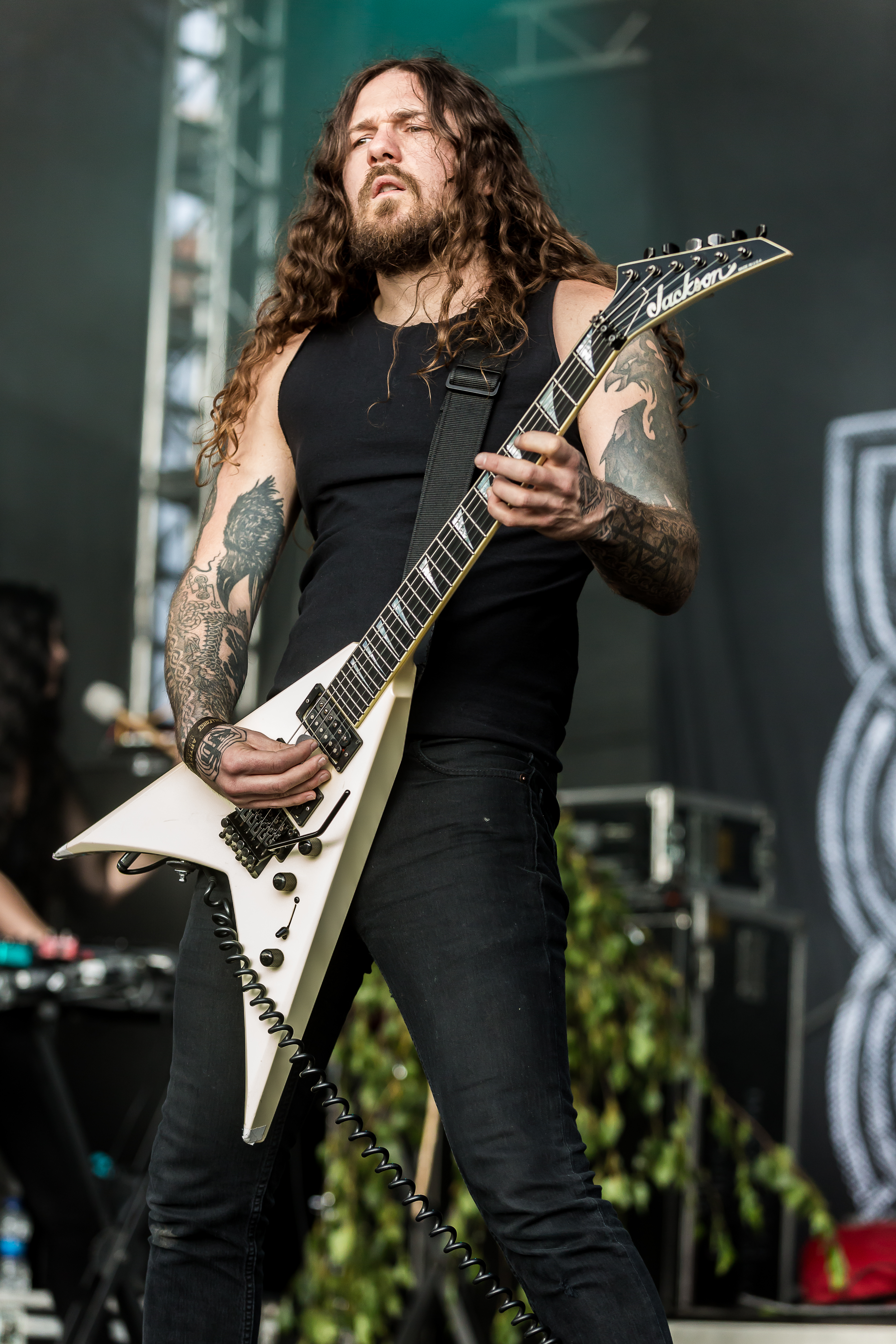
Gitarrist Kody Keyworth
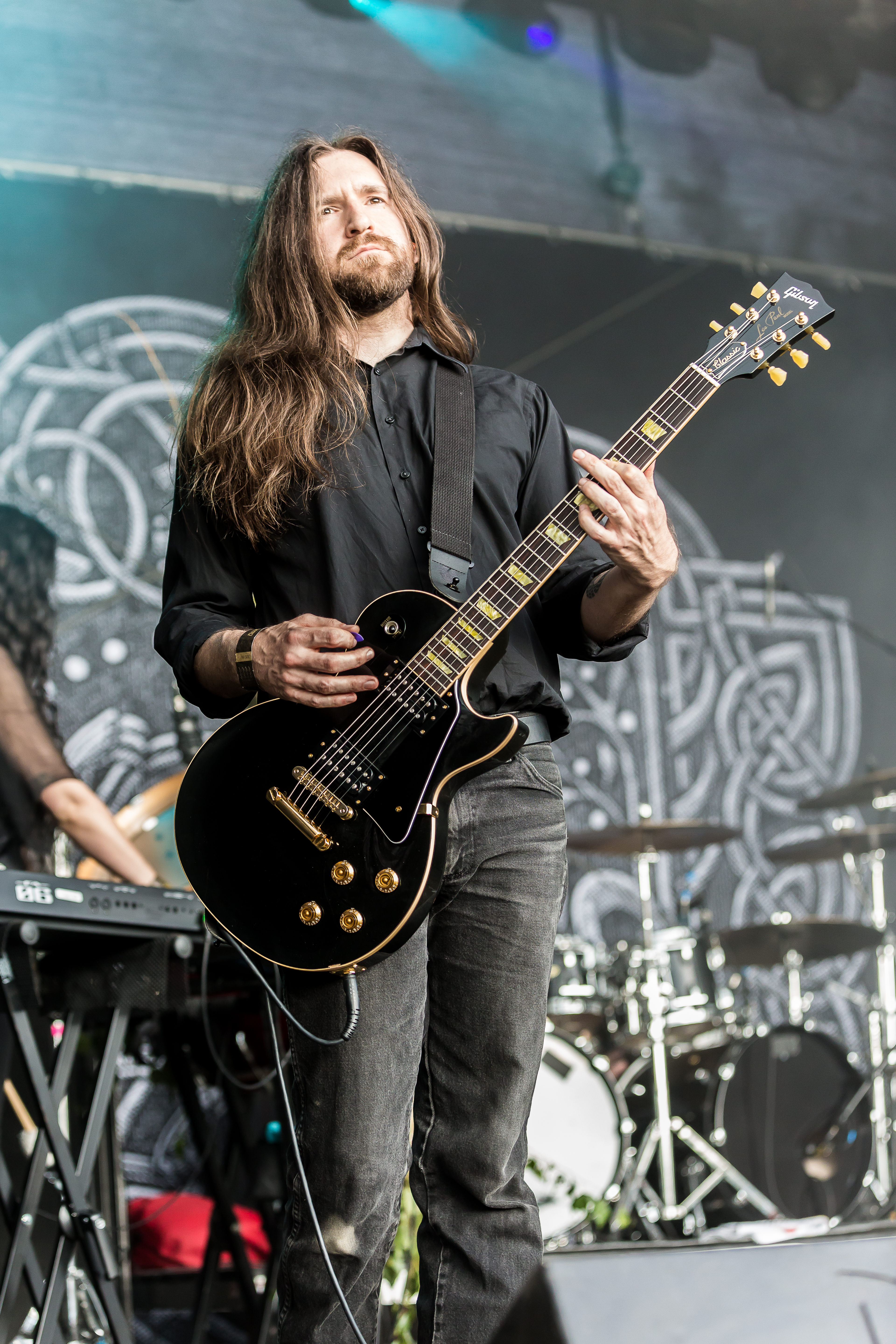
Tour-Bassist Peregrine Sommerville
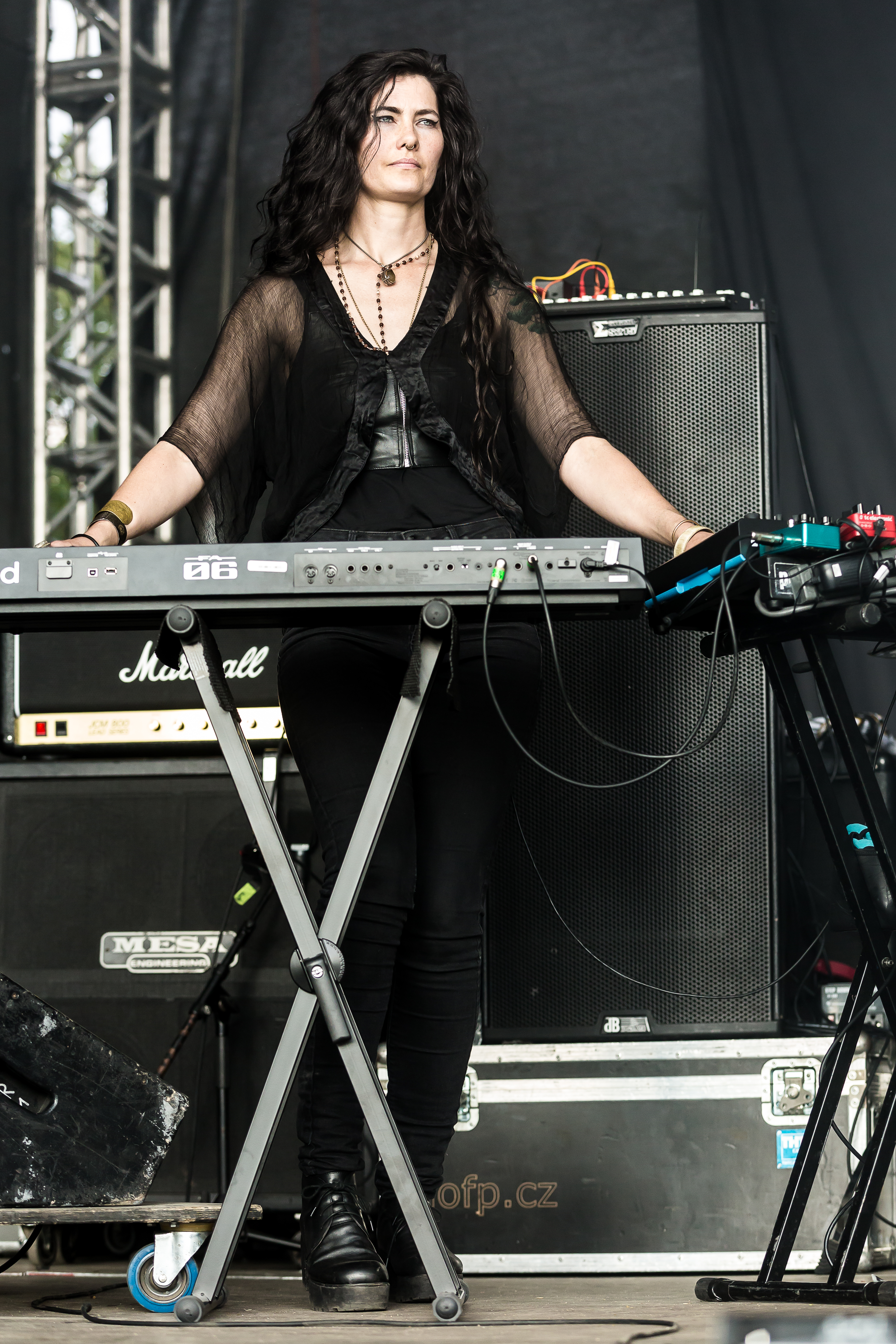
Tour-Keyboarderin Brittany McConnell
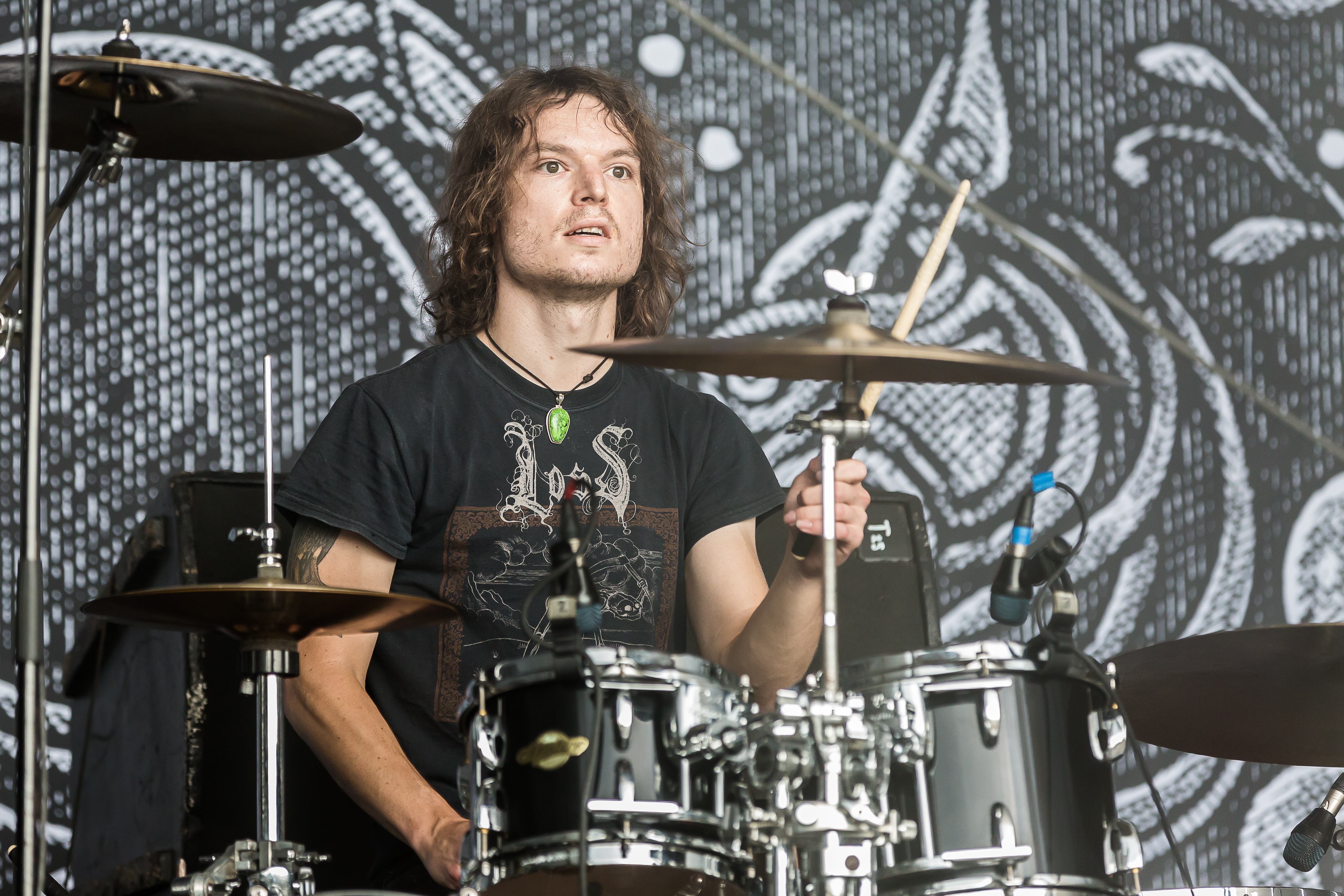
Tour-Schlagzeuger Trevor Deschryver

## Diskografie

### Studioalben
- Diadem of 12 Stars (2006)
- Two Hunters (2007)
- Black Cascade (2009)
- Celestial Lineage (2011)
- Celestite (2014)
- Thrice Woven (2017)
- Primordial Arcana (2021)

### Live-Alben und EPs
- Live at Roadburn 2008 (Live-Album, 2008)
- Malevolent Grain (EP, 2009)
- BBC Session Anno Domini 2011 (Live-EP, 2013)
- Crypt of Ancestral Knowledge (2023)

### Demos
- Wolves in the Throne Room (2004)
- Demo (2005)